# 液状化現象

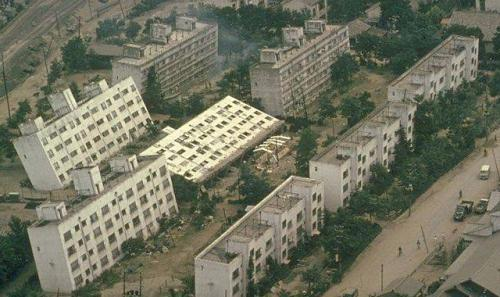
1964年に発生した新潟地震による液状化で大きく傾いた県営川岸町アパート

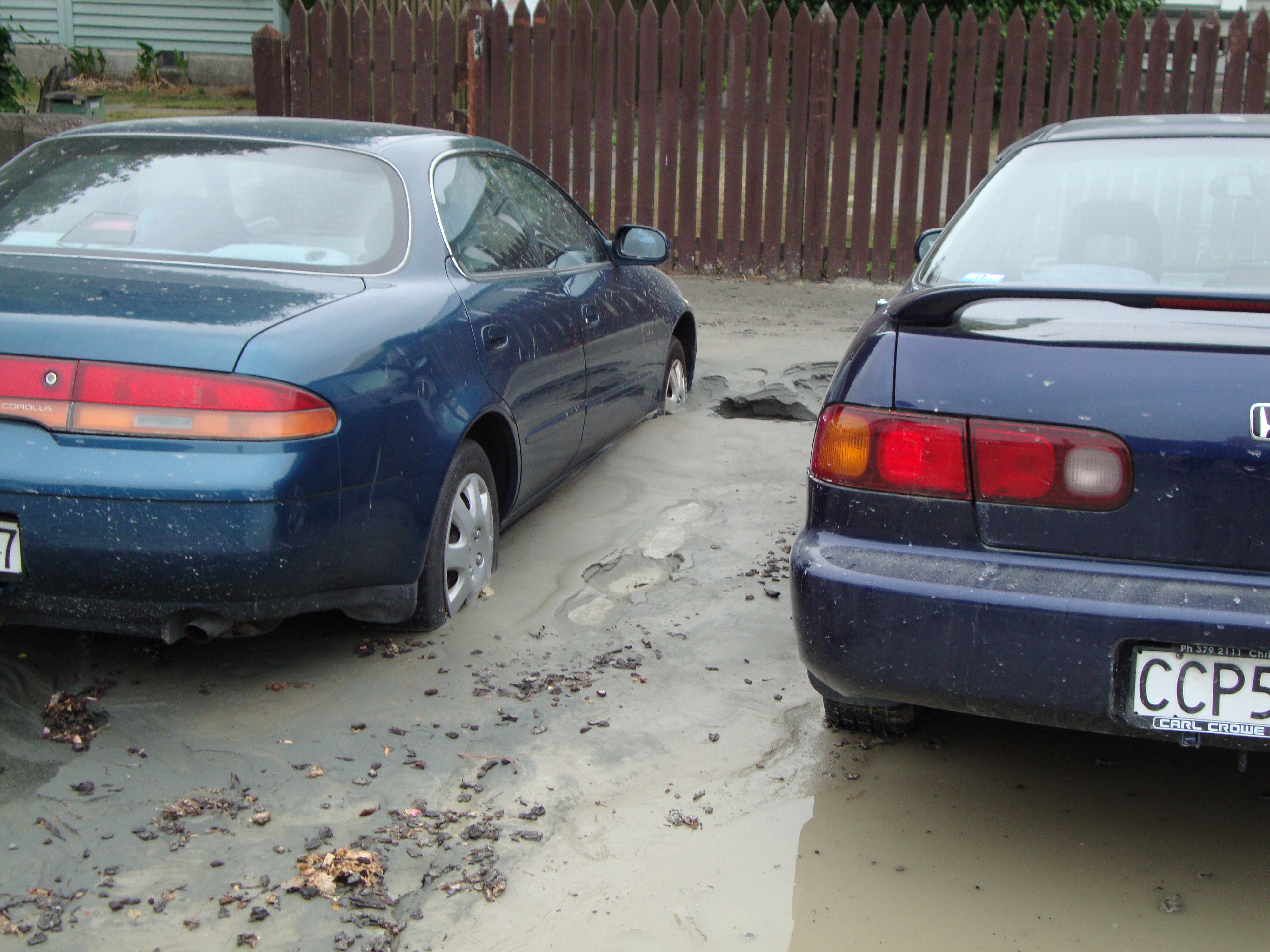
カンタベリー地震による液状化で噴出した泥が駐車場を覆い、車のタイヤの半分が埋まった（2011年2月22日、ニュージーランド・クライストチャーチ市中心部）

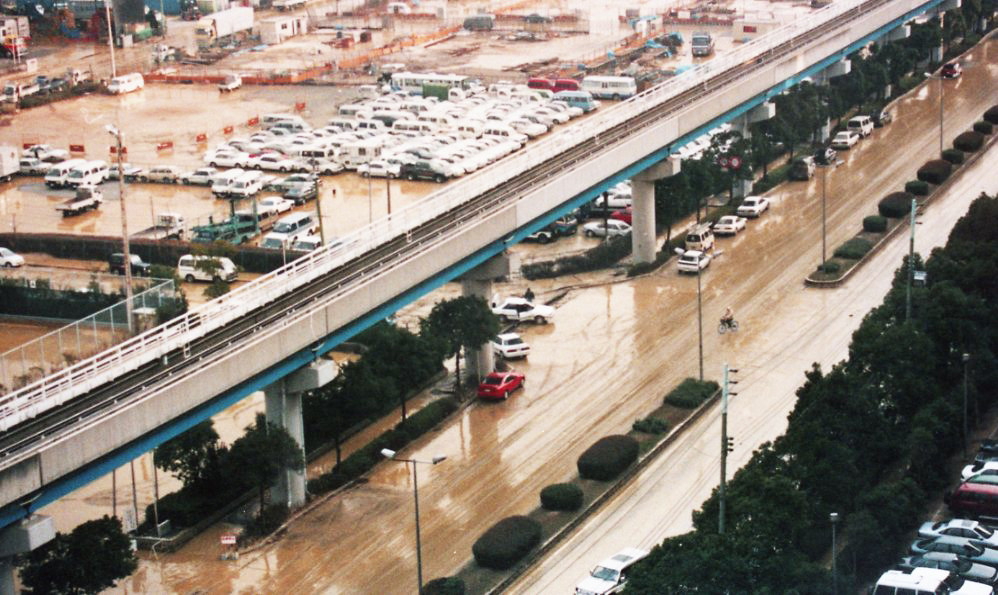
阪神・淡路大震災による液状化

液状化現象（えきじょうかげんしょう）は、地震の際に、地下水位の高い砂地盤が振動により液体状になる現象。単に液状化（えきじょうか、英: liquefaction）ともいう。
これにより比重の大きい構造物が埋もれ、倒れたり、地中の比重の小さい構造物（下水道管等）が浮き上がったりする。この現象は日本国内では、1964年の新潟地震の際に鉄筋コンクリート製の建物が丸ごと（潰れたり折れたりではなく）沈んだり倒れたりしたことで注目されたが、この地震当時は「流砂現象」という呼び方をされていた。

## 概要
地表付近の含水状態の砂質土が、地震の震動により固体から液体の性質を示すことにより、上部の舗装や構造物などが揚圧力を受け破壊、沈み込みを起こすものである。砂丘地帯や三角州、埋め立て地・旧河川跡や池沼跡・水田跡などの人工的な改変地で発生しやすい。近年、都市化が進んだ地区で該当地域が多いことから被害拡大の影響が懸念される。
1964年（昭和39年）6月16日に発生した新潟地震の際に、信濃川河畔や新潟空港などでこの現象が発生したことから日本でも知られるところとなった。また同年に発生したアラスカ地震でも液状化による被害が発生し、これ以降は土質力学の分野で活発に研究が行われるようになった。
東京都心部は河口に位置する上に埋立地が多く存在するため、大地震の発生時には液状化対策が施されていない箇所で液状化現象が発生し、道路や堤防、ライフラインの破損、基礎のしっかりしていない建物の傾斜などの被害が発生する可能性もある。
現在、液状化現象の発生危険箇所をとりまとめたハザードマップが整備されつつあり例えば、堤防の補強などの措置が図られている。ライフラインの被害も懸念されるため、水道管は耐震管に布設替えが進みつつあり、ガス管はポリエチレン化が進んでいる。一方で、下水道管は耐震化が難しく復旧も遅いため、居住困難な状態が長引く場合がある（2011年の東日本大震災での福島第一原子力発電所免震棟、Jヴィレッジ、浦安市、いわき市など）。
ゆるく堆積した砂質土層では、標準貫入試験で得られるN値が10程度以下と小さい場合が多い。一般に液状化現象が生じるかどうかはFL値、液状化の程度はDcyやPL値などの指標を用いて判定する。

## 液状化のプロセス

緩詰めの砂粒子が振動によって液状化する様子（模式図）

砂を多く含む砂質土や砂地盤は、砂の粒子同士の剪断応力による摩擦により地盤が安定を保っている。このような地盤で、地下水位の高い場所もしくは地下水位が何かの要因で上昇した場所で、地震や建設工事などの連続した振動が加わると、その繰り返し剪断によって体積が減少し、間隙水圧が増加し、その結果、有効応力が減少する。これに伴い剪断応力が減少して、これが0になったとき液状化現象が起きる。このとき地盤は急激に耐力を失う。
またこのとき、間隙水圧は土被り圧（全応力）に等しい。この状態は波打ち際などで、水が押し寄せるまでは足元がしっかりしていても、水が押し寄せた途端に足元が急に柔らかくなる状態に似ている。また雨上がりの地面を踏み続けると、地面に水が吹き出てくる状態にも似ていると言える。
地震や建設工事などにより連続した振動が砂地盤等に加わると、液状化現象が生じ、地盤は急激に支持力を失う。建物を地盤に固定する基礎のうち、礫層や岩盤等の適当な支持層に打ち込む支持杭と異なる摩擦杭では、建物を支えていた摩擦力を失い、建物が傾く不同沈下を起こす場合がある。重心の高い建物や、重心が極度に偏心した建物では、より顕著に不等沈下が生じ、転倒ないし倒壊に至る場合がある。
この転倒は（建物自体が途中で壊れなければ）ゆっくりしたもので、新潟地震で倒れた県営住宅で地震に遭った人の証言では、「家はゆっくりと船が沈むように傾き、そのため（建物が横倒しになったのに）けがをせずに済んだ。」という。
下層の地盤が砂質土で、表層を粘土質で覆った水田等で液状化が起きた場合は、液状化を起こした砂が表層の粘土を突き破り、水と砂を同時に吹き上げる噴砂と呼ぶ現象を起こすことがある。1964年の新潟地震では、県内の各地でボイリングが観測された。
地震に伴って液状化が発生しうる地点の震央距離 {\displaystyle R}（km）とマグニチュード {\displaystyle M} の関係は、{\displaystyle \log R=0.77M-3.6} で表すことができるとされている。

## 液状化の予測
構造物を建築する際には対象となる地盤で、液状化が起こるのか（発生の予測）、起きた場合にどの程度変形するのか（変形の予測）を事前に検討する必要がある。この予測手法は、1964年の新潟地震以降、土質力学や地盤工学の分野で研究と実用化が進み、現在ではそれぞれ簡便法、詳細法という形でまとめられている。

### 簡便法
簡易法や簡易判定法などとも呼称される。簡便法は更にいくつかの手法から構成されており、設計基準や指針によって採用される手法が異なる。
- 微地形区分に基づく手法[3]
- 粒度分布に基づく手法[13]
- 応力法（FL法）[14][15][16]

#### 応力法（FL法）
ある地盤ある深度において液状化が発生するかどうかを判定する方法であり、計算上は液状化に対する抵抗率 {\displaystyle F_{\mathrm {L} }} が1を下回るかどうかで判定される。 {\displaystyle F_{\mathrm {L} }} は、地盤がもつ液状化に対する抵抗力（液状化強度）{\displaystyle R} と地震による外力 {\displaystyle L} を用いて 、{\textstyle F_{\mathrm {L} }=R/L} という式で計算される。
{\displaystyle R} は標準貫入試験によるN値や粒度分布、単位体積重量などの原位置での観測値から計算されるが、対象地盤での観測値が存在しない場合には、道路橋示方書等に記載されている標準値が利用される場合もある。また、{\displaystyle L} は想定された水平震度や最大地表面加速度、単位体積重量、対象層の深度から計算されることが多い。{\displaystyle R} や {\displaystyle L} の具体的な計算式は、設計指針や基準で異なる。

### 詳細法
詳細法は数値解析を用いる手法であり、主に有限要素法を用いて、地盤を微小要素にモデル化し、地震による外力の変化により、時間とともに地盤がどのように変形するかを検討する。詳細法には大きく分けて、全応力解析と有効応力解析の2つが存在する。

#### 全応力解析
全応力解析では、地盤内の間隙水と土骨格の相互作用を考慮せずに、地盤をモデル化する。全応力解析は更に2つに大別でき、具体的にはSHAKEに代表される重複反射理論に基づく等価線形解析や、Ramberg-Osgoodモデルや双曲線モデルによって、地盤の剛性のひずみ依存性を考慮した非線形地震応答解析が存在する。

#### 有効応力解析
有効応力解析では、地盤内の間隙水と土骨格の相互作用を考慮し、地盤をモデル化する。その際、間隙水と土骨格の関係をどのように表現するのか、構成則をどのように定式化したのかによって、多くのバリエーションが存在する。代表的なプログラム・モデルとして国内ではFLIP、LIQUAなどが、国外ではPM4SandやSaniSAND、UBCSandなどがある。

## 側方流動

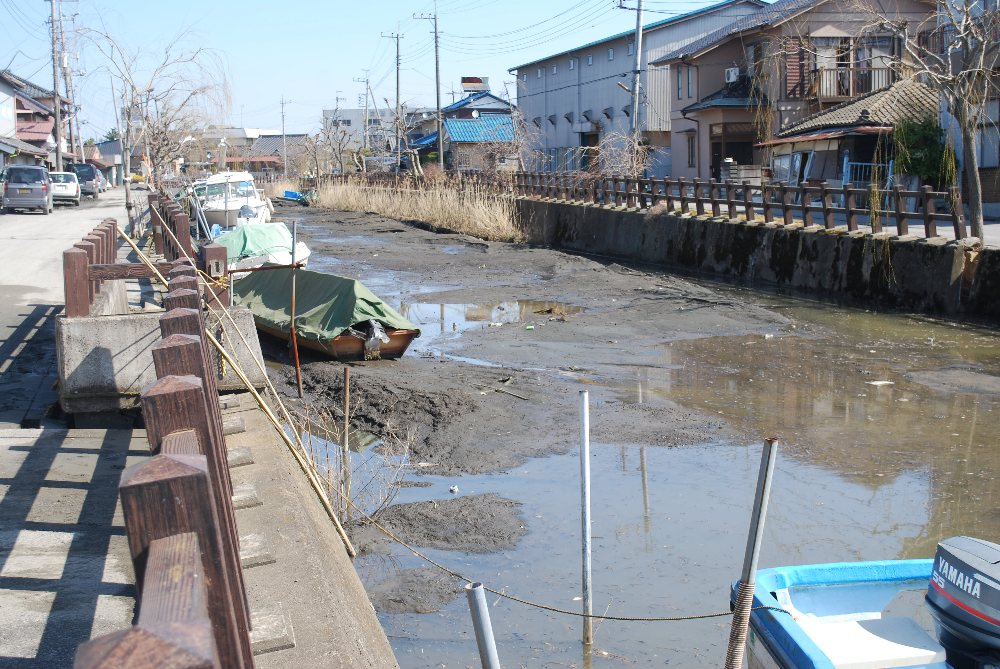
液状化による側方流動により川底が埋塞した小野川

側方流動（そくほうりゅうどう、英: lateral flow、lateral spreading）は、地盤流動現象の1つで、傾斜や段差のある地形で液状化現象が起きた際に、いわゆる泥水状になった地盤が水平方向に移動する現象をいう。
側方流動には大きく分けて2つのタイプがある。1つは、地表面が1 - 2%程度のゆるい勾配になっており、地中部には液状化層が存在するものである。この場合、地盤が傾斜に沿って移動することとなる。もう1つは護岸などに見られるタイプで、地震の揺れおよび地盤の液状化で護岸などが移動することで、後背の地盤が側方流動を引き起こすものである。
このような側方流動が発生した場合、地中構造物に多大な影響を与える。例えば杭基礎であれば、側方流動が発生することにより、杭は地盤から水平方向に剪断や曲げの力を受けることとなる。この地盤からの力が杭の耐力を超過し、杭の剪断破壊等を起こす。このため杭基礎は上部構造物を支える事ができなくなり、場合によっては構造物の転倒などを引き起こすことにつながっていく。

## 発生例

### 日本

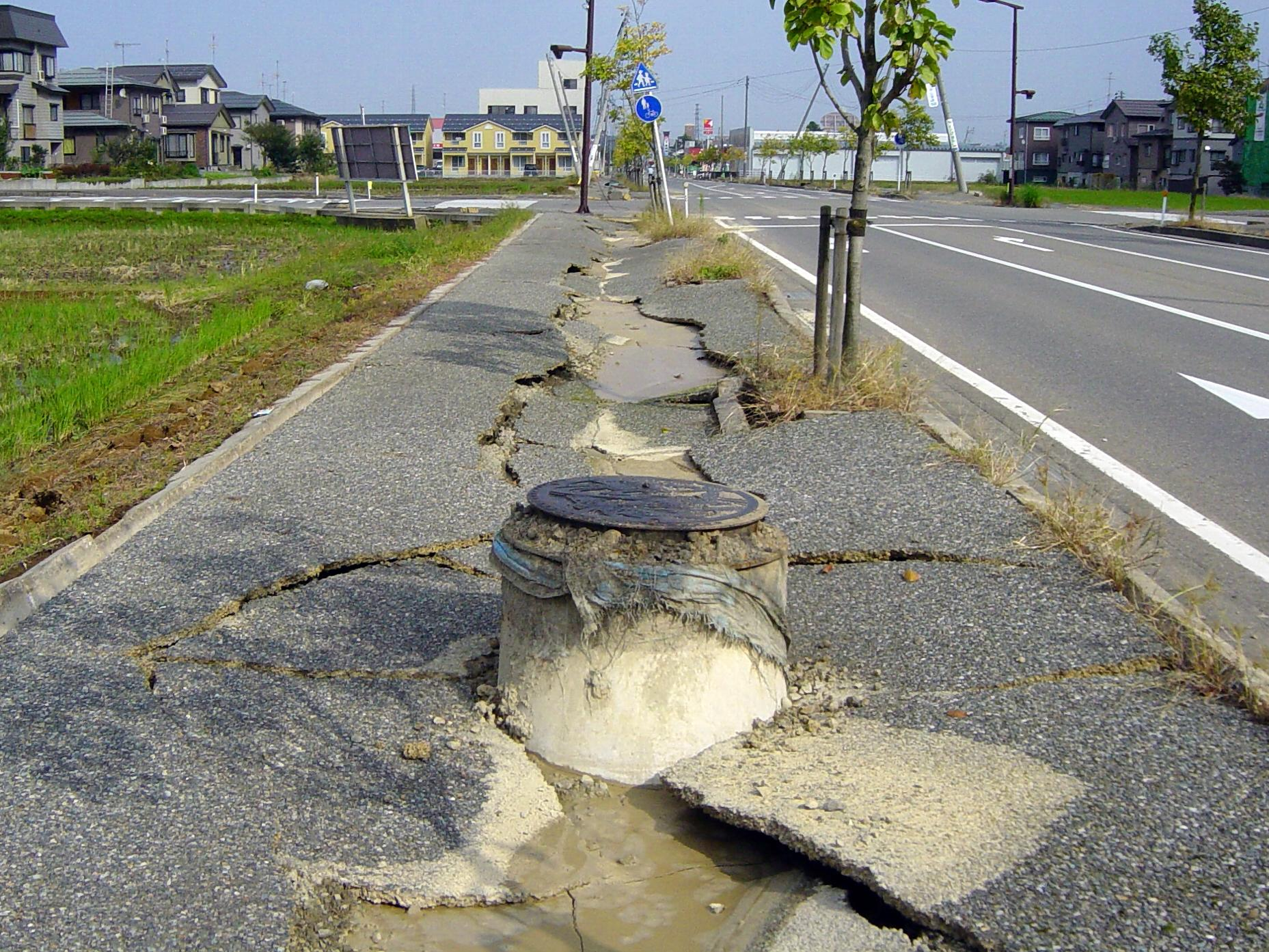
新潟県中越地震に伴う液状化現象により破損した道路（新潟県小千谷市）

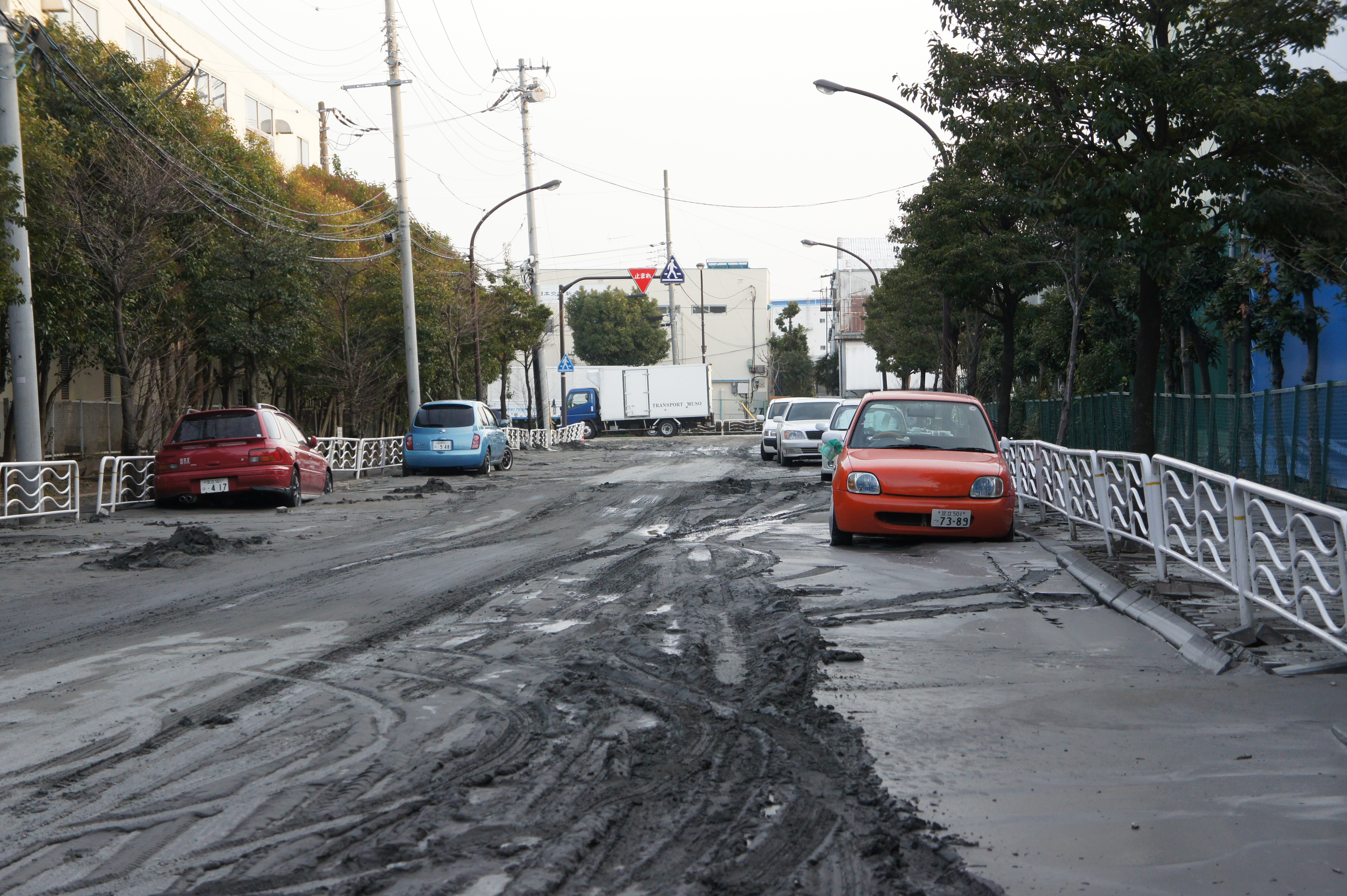
東北地方太平洋沖地震における液状化現象（東京都新木場）

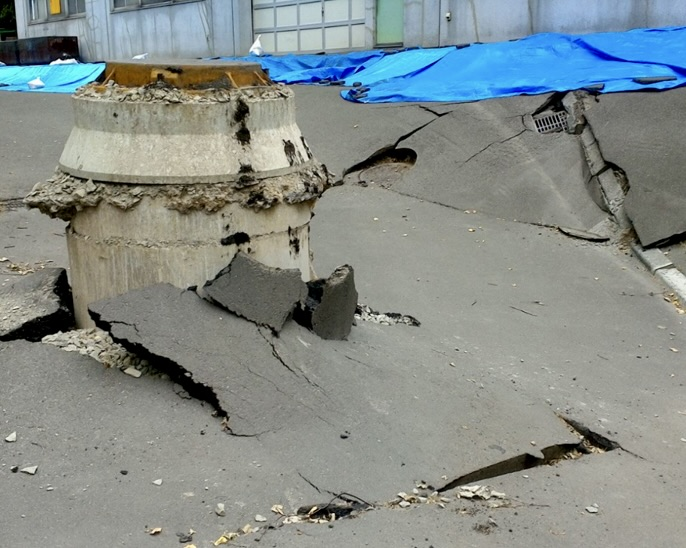
北海道胆振東部地震により札幌市清田区で発生した液状化現象

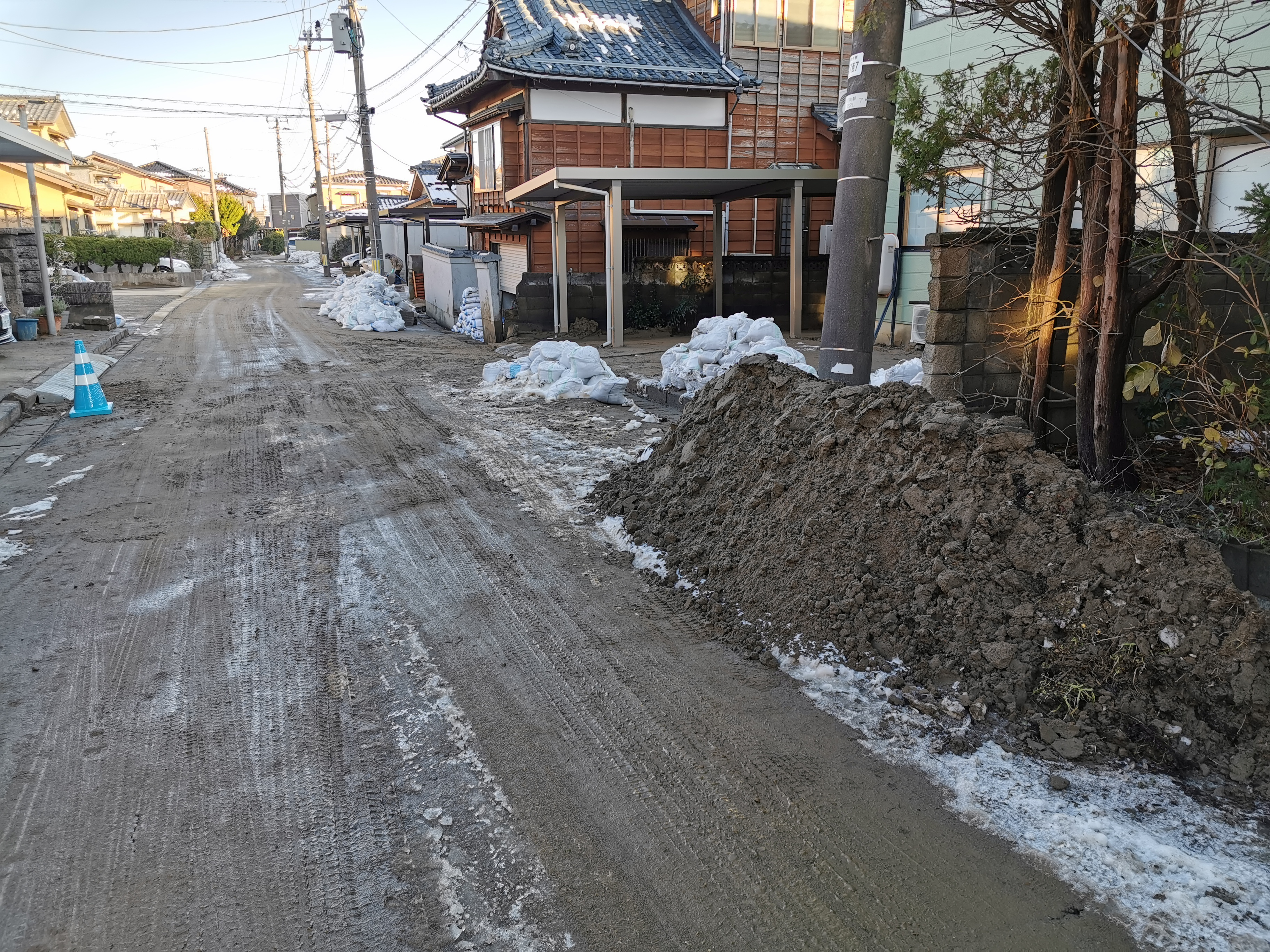
令和6年能登半島地震による液状化現象で破壊された住宅街

1858年4月9日（安政5年2月26日）飛越地震
富山市にて「井戸から水とともに白砂が吹き出す」「屋敷の地面が割れて水が吹き出す」等の記録が残る。
1894年10月22日 庄内地震
山形県酒田市を中心に発生。大森房吉が液状化現象の写真撮影を行う。撮影した写真は『山形県下地震写真帖』にまとめられた。
1927年3月7日 北丹後地震
震源（京都府丹後半島北部）からやや離れた大阪市鶴町で、地震の揺れにより地割れや陥没から海水（出典ママ）が噴出。水道管の破損も加わり、一面が泥田のようになった。
1964年6月16日 新潟地震
信濃川河畔や新潟空港などで発生した。
1995年1月17日 兵庫県南部地震（阪神・淡路大震災）
神戸市のポートアイランド・六甲アイランドで大規模な液状化現象の発生が確認されている。
2004年10月23日 新潟県中越地震
小千谷市や長岡市、与板町、柏崎市など、水田や湖沼を埋め立てた箇所等で液状化の発生が見られた。
2011年3月11日 東北地方太平洋沖地震（東日本大震災）
関東地方では1都6県96市町村で液状化被害が確認されている。世界最大の被害になった。
2016年4月16日 熊本地震
阿蘇カルデラ内の黒川沿いにおいて、大規模な地盤の移動に伴って液状化や噴砂、側方流動が発生した。
2018年9月6日 北海道胆振東部地震
札幌市清田区里塚・北広島市大曲並木地区などで発生した。また、札幌市東区東15丁目屯田通の一部（札幌市営地下鉄東豊線・栄町 - 環状通東間およびその北側道路）約4km間でも地下鉄路線上を含めた箇所の道路陥没が発生し、液状化現象が発生したと考えられている。
2019年6月18日 山形県沖地震
山形県鶴岡市の鶴岡駅付近で発生した。駅前駐車場にて1メートルほどの範囲で茶色い水が見られたほか、その敷地内では車の一部が埋没して動けなくなった事例もあった。　
2024年1月1日 能登半島地震
新潟市西区や高岡市など、広い範囲で液状化が発生した。郵便局の駐車場では一部の車両が水没したほか、破裂した水道管からは水が溢れ出していた。

### 日本国外

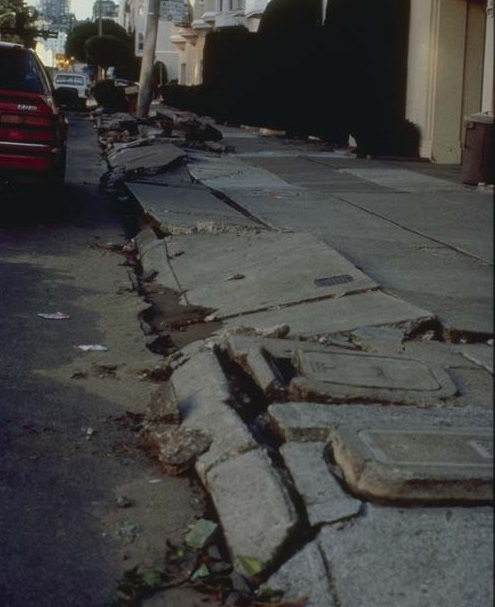
サンフランシスコ市マリーナ地区。ロマ・プリータ地震が発生した際の液状化によって損傷した歩道

1906年 サンフランシスコ地震
まだ液状化という用語は用いられていなかったが、それが原因と見られる地盤変状は多く記録され、文書にまとめられている。サンフランシスコ市エンバカデロ沿いのフィッシャーマンズ・ワーフ近くの地域、サンフランシスコ湾に沿ったオークランド市を含めた埋め立て地、モンテレー湾に沿ったサンタクルーズ市とワトソンビル市と国勢調査指定地域のモスランディングなど、1989年のロマ・プリータ地震と液状化発生地域の大部分が一致している。その一方で、サンフランシスコ湾南部のアラメダ・クリークとコヨーテ・クリークに沿った地域などのようにサンフランシスコ地震では大規模な液状化が発生したが、ロマ・プリータ地震では液状化が発生しなかった地域もあった。全体の液状化の程度としては地域の一部が液状化しただけの83年後の地震のそれとは比較にならないほどの大規模なものになった。
1964年 アラスカ地震
1985年 メキシコ地震
メキシコシティで発生。
1989年 ロマ・プリータ地震
サンフランシスコ市のマリーナ地区は地盤の液状化現象が顕著に見られた。地震による被害が特に大きかった建物が集中している地区である。マリーナ地区ではほとんどすべての建物が何らかの被害に見舞われた。この地区の埋め立て地と砂丘砂の地域では地震動の大きさにあまり差はないが、液状化被害の程度は両者で大きく差が開いた。また、同市のマーケット・ストリートの通りに沿った3つの埋め立て地のいずれの地域においても大規模な液状化現象が発生した。比較的新しい埋め立て地であったサンフランシスコ・オークランド・ベイブリッジのオークランド側取り付け部でも大規模な液状化が発生し、地表面での沈下量は最大40cmにも及んだ。サンフランシスコ・ベイエリアではこの他にオークランド国際空港（西側部分）、オークランド港、アラメダ海軍航空基地、ベイファーム島、人工島のトレジャー島などで大規模な液状化が発生している。また、震源南側地域ではサンタクルーズ市内、ワトソンビル市近郊のパハロ川流域、モスランディング（河川に沿った地域や太平洋沿岸）などで大規模な液状化が発生している。
2011年 カンタベリー地震
クライストチャーチ市で発生。
2018年 スラウェシ島地震
パル市サウスパルのペトボ地区で発生。